# Magnificenza
La magnificenza (dal latino magnificentia - composto da magnus "grande" e facere "fare", propriamente fare in grande -, che a sua volta deriva dalla parola greca antica megaloprépeia – fare in grande in maniera conveniente) è una qualità che si riferisce alla prestanza, generosità, dignità o splendore nel modo di vivere degli uomini. È una categoria della filosofia, dell'estetica, dell'etica, dell'economia, della sociologia, della retorica e della critica d'arte, che risale all'antichità classica.

## La magnificenza nell'antichità classica

### Platone
Platone fornisce la prima accezione filosofica della megaloprépeia, cioè della magnificenza. Separa la megalopsychía – la grandezza d'animo – dalla megaloprépeia, che nel greco arcaico erano considerati come sinonimi  . Nel quinto e sesto libro de La Repubblica, Platone spiega come la megaloprépeia è la dote principale del filosofo-re. Costui possiede una serie di caratteristiche, come la natura filosofica, la superiorità morale, l'educazione e la maturità, e le conoscenze teoriche e pratiche, che ne fanno la persona più adatta a cui affidare il potere politico della polis (487 a2-8).

### Erodoto e Senofonte
Erodoto e Senofonte evidenziano l'aspetto economico della megaloprépeia. Si tratta del modo di spendere in grande o in modo ragguardevole. La magnificenza viene così collegata alla liberalità, agli stili di vita elevati, e a coloro che dispongono di ingenti mezzi economici Nelle Storie, Erodoto riporta vari esempi di magnificenza come quella di Policrate (3, 123, 1), o dei ciziceni che celebrano con magnificenza una festività dedicata a Cibele, madre degli dei (4, 7, 3). Nell’Economico, Senofonte collega megaloprépeia a personalità facoltose che ricoprivano incarichi pubblici e alla loro usanza di utilizzare il proprio denaro privato per opere utili alla collettività . Strettamente collegato al fenomeno dell'evergetismo trattato da Paul Veyne, la megaloprépeia riguardava una serie di attività come armare un esercito o fortificare una città, costruire un santuario o un anfiteatro, allestire i giochi olimpici, o accogliere con magnificenza importanti ospiti stranieri. Tutte queste opere pubbliche davano onore e lustro al committente e anche alla collettività. Con Senofonte la magnificenza si allarga anche alle donne . Manìa, la vedova del governatore dell'Eolide, non solo riesce a diventare la governatrice della satrapia già assegnata al marito, ma si distingue per le sue doti politiche e militari. Inoltre non mancava mai di impiegare la magnificenza ogniqualvolta ve ne fosse bisogno (Elleniche, III, 10-13).

### Aristotele
Nelle opere Etica Eudemia e Etica Nicomachea, Aristotele fornisce una teoria filosofica, etica ed estetica della megaloprépeia, che influenzerà tutte le interpretazioni successive. Nel quarto libro dell’Etica Nicomachea, la megaloprépeia consiste nella virtù etica della grande spesa. Essa è  definita come “la maniera conveniente di spendere in grande” (Eth. nic., IV, 2, 1122a 23). Oltre a confermare come magnifiche le forme già individuate da Erodoto e Senofonte, Aristotele insiste come l'aspetto più importante della megaloprépeia non è tanto la grande spesa, quanto effettuarla nel modo più appropriato alla circostanza in questione. Un'ulteriore caratteristica del magnifico è la capacità di conoscere ed apprezzare il bello. Per questo motivo la megaloprépeia ha che fare con il buon gusto estetico , e diventa un punto di contatto tra l'economia e l'estetica.

### Cicerone
Cicerone introduce la magnificentia nella cultura dell'antica Roma. Già nella sua opera giovanile De inventione, la magnificenza “concepisce e conduce a termine cose grandi e eccelse con una visione ampia e splendida” (II, Liv, 163). Cicerone compie un'importante sintesi tra il mondo greco e quello romano. Inoltre dà importanza al valore etico della magnificenza, alle grandi opere e – attingendo all'etimologia latina magnum facere - alla loro realizzazione, accentuando così la capacità d'azione. Questa definizione di magnificenza sarà ripresa molti secoli più tardi, nel contesto culturale cristiano, da Tommaso d'Aquino nella Summa theologiae.

### La magnificenza nell'antica Roma
Nell'antica Roma la magnificenza assume delle caratteristiche ben specifiche. In primo luogo, è un fenomeno pubblico connesso alle istituzioni, alle cariche politiche e allo stato romano. La magnificenza degli edifici, delle strade, dei templi e dei giochi pubblici costituisce uno degli incarichi della magistratura degli edili, che deve occuparsi della loro costruzione, della loro cura e conservazione. All'edile spetta allestire i giochi pubblici, che si svolgevano in occasione di festività religiose. In secondo luogo, la magnificenza è ben distinto dal lusso . La magnificentia, intesa come generosità individuale con finalità pubblica, ha a che fare con l'assetto politico ed economico determinato dalla tradizionale classe dirigente romana . Essa appartiene ad un modello etico, nel quale convergono le antiche doti morali quali la dignitas, la frugalità, l'austerità dei costumi, l'onore, la gloria, la fiducia e la giustizia. La magnificenza è una delle virtù che appartiene alla grandezza della Roma repubblicana, prima che degenerasse nella sregolatezza dei costumi e nel lusso per scopi personali. Nel Pro Murena, Cicerone scrive che “detesta, sì, il popolo romano il lusso privato, ma ama la pubblica magnificenza” (Pro Murena, 76).

### La retorica e Demetrio
La megaloprépeia è connessa anche alla retorica. Nella retorica classica, la magnificenza è, come il sublime, uno dei modelli dello stile grandioso o elevato. Nel trattato Sullo stile (Perì hermēnēías), Demetrio ha formulato una delle teorie più complete dello stile magnifico. Questo tratta gli argomenti e le azioni grandiosi. A differenza del sublime che predilige il poeta ispirato, il pathos e la potenza espressiva, la magnificenza antepone l'allestimento stilistico e la corretta composizione formale . Mentre il sublime tende ad incutere terrore e sconcerto nell'uditore, la magnificenza vuole trasmettere elevazione e solennità . Secondo Demetrio, i paladini dello stile magnifico sono lo storico Tucidide e la poetessa Saffo.

### La magnificenza e la critica d'arte
Nell'antichità la magnificenza divenne un termine specifico della critica d'arte, che fu applicato alla musica e alla pittura, così come alla poesia, al teatro, alla scultura e all'architettura . La megaloprépeia è una qualità presente nelle opere di Fidia, famosissimo scultore greco del V secolo a.C. (Dionigi d'Alicarnasso, De composizione verborum, 11, 22). Anche secondo Plinio il Vecchio, Fidia ha adoperato la magnificenza nella statua di Zeus, così come il pittore Zeuxis nella sua rappresentazione di Giove in trono (Naturalis Historia, 35, 63; 36, 19).

### Vitruvio e la magnificenza dell'architettura romana
Vitruvio estende la magnificenza all'architettura. Nel sesto libro del De architectura, la magnificenza dell'edificio spetta al committente pubblico o privato, che è responsabile delle spese, dell'impiego dei materiali e delle dimensioni dell'opera. La magnificenza si manifesta soprattutto nella committenza delle grandi opere pubbliche in cui gli antichi romani eccelsero. Attingendo alle tecniche apprese sia dagli etruschi che dai greci, i romani li superarono realizzando le opere che tuttora si possono ammirare. Massima importanza fu data all'assetto delle città, alle mura di fortificazione, ai templi ed ai fori. Lo storico Dionigi d'Alicarnasso, nelle Antichità romane, stabilisce magnifiche tre opere, definite tali sia per la loro utilità che per la notevole spesa sostenuta per realizzarle, ossia gli acquedotti, il lastrico delle vie e le cloache (Ant. Rom., 3, 67, 5). Anche Tito Livio nell’Ab urbe condita (Storia di Roma) celebra la costruzione delle cloache per la loro utilità igienica (1, 38, 5-6; 39,44).

## La magnificenza nel Medioevo

### Tommaso d'Aquino
Nel Medioevo la magnificenza subisce un'importante trasformazione con l'avvento del cristianesimo. Tommaso d'Aquino ne ha lasciato una delle interpretazioni più significative, poiché attinge alla cultura classica unendola con quella cristiana. Nella Summa Theologiae la magnificenza è una virtù di Dio (Summa, IIa IIae q. 134 art. 1), di cui anche l'uomo può essere partecipe. Riprende inoltre la definizione di Cicerone ed enfatizza come la magnificenza consiste nel fare cose grandi. Essa aspira a grandi opere per la realizzazione delle quali occorrono grandi spese. La magnificenza infine appartiene alla virtù del coraggio, o della fortezza, poiché tende a realizzare opere ardue e difficili (Summa, IIa IIae q. 134 art. 1-4).  

### Dante Alighieri
Dante Alighieri si riferisce alla magnificenza come caratteristica della perfezione di divina (Convivio, II, III, 2). Tuttavia continua a considerarla come virtù, attingendo alla tradizione aristotelica e tomista. Per Dante la magnificenza è la quinta tra le undici virtù che compongono la nobiltà dell'animo e la definisce come “moderatrice de le grandi spese, quelle facendo e sostenendo a certo termine” (Convivio, IV, XVII, 5). 

## La magnificenza nel Rinascimento italiano
Con la riscoperta della cultura e dei testi classici durante l'Umanesimo, la magnificenza subisce un forte rilancio. Oltre ad essere impiegato come qualità della perfezione divina, si consolidano soprattutto gli aspetti sociali, civili, estetici ed artistici della magnificenza. 

### La magnificenza come virtù civica
La magnificenza diventa una delle espressioni della rinata civiltà urbana. Nel vivace rinnovamento culturale di Firenze, Marsilio Ficino individua la magnificenza come la virtù per eccellenza, poiché connessa con Dio (De virtutibus moralibus, 1457) . Secondo Cristoforo Landino, la magnificenza è una delle parti del coraggio, attraverso cui l'uomo può condurre una vita virtuosa senza essere necessariamente di origini nobili (De vera nobilitate, 1487)  .

### La magnificenza delle arti
Con la rinascita delle arti, la magnificenza riaffiora come un aspetto delle opere. Attingendo al significato già individuato nelle antiche teorie della retorica e della critica artistica, la magnificenza si diffonde nel Rinascimento, nel Barocco e nel Classicismo. Leon Battista Alberti , Giorgio Vasari  e Andrea Palladio , sono soltanto alcune delle personalità che si dedicano a teorizzare la magnificenza e ad applicarla alle loro opere.

### La magnificenza, il mecenatismo e le corti
Nel XV secolo la magnificenza assume una forte valenza politica ed economica attraverso il fenomeno del  mecenatismo nell'architettura e nelle arti. La committenza di grandi opere pubbliche e private consente ai nuovi leader di dimostrare la loro superiorità sociale e la loro generosità. Cosimo il Vecchio dei Medici è tra i primissimi ad impiegare questa nuova forma di consumo culturale, trasformandosi in uno dei grandi patroni del rinnovamento architettonico della città di Firenze . Timoteo Maffei elogia la magnificenza di Cosimo il Vecchio, che mette a disposizione grandi somme di denaro per abbellire la città di Firenze, facendo onore al committente e a tutta la cittadinanza (In Magnificentia Cosmi Medicei Florentini detractores). Il mecenatismo viene esercitato anche da Lorenzo de Medici. La corte dei Medici riunisce i migliori artisti, architetti, filosofi, letterati e umanisti dell'epoca. Ma il fenomeno si propaga nell'intera penisola italiana: i papi a Roma e i vari principi si trasformano in grandi patroni delle arti.  
L'umanista Giovanni Pontano scrive i trattati più significativi sull'impiego del denaro. Nel suo De magnificentia la generosità dei signori e dei principi viene definitivamente collegata alle corti, all'etica cortigiana e la dottrina del comportamento, che proprio nell'Italia cinquecentesca troveranno le loro riflessioni più mature nel Libro del cortigiano di Baldassare Castiglione e nel Galateo ovvero de' costumi di Monsignor Giovanni Della Casa.

## La magnificenza nel Settecento
La magnificenza del patrimonio culturale e artistico italiano trasformò la penisola in una delle mete privilegiate del Grand Tour internazionale. Nel vivace contesto romano, un contributo significativo alla magnificenza viene offerta da Giovanni Battista Piranesi. Il noto architetto, incisore, scenografo, acquafortista e archeologo fu anche un teorico pienamente coinvolto nel dibattito internazionale intorno all'architettura, che caratterizzò il periodo illuminista e neoclassico. Piranesi prese parte alla controversia sulla superiorità artistica e architettonica dei Greci o dei Romani, schierandosi a favore del carattere autoctono della cultura italiana, fondata dagli Etruschi e portata alla perfezione dai Romani . Nel suo trattato Della Magnificenza ed Architettura de' Romani (1761), Piranesi si ricollega alla millenaria storia della nozione di magnificenza nelle sue accezioni filosofiche, etiche, economiche ed artistiche . Estende la virtù della magnificenza all'intero popolo Romano, democratizzando una qualità aristocratica ed elitaria. Inoltre difende la superiorità dell'architettura degli antichi Romani, che con le loro conoscenze teoriche e pratiche riuscirono a superare i Greci.

### Fonti primarie
- Alberti, Leon Battista, De re aedificatoria (1485 postuma); trad. italiana, L'Architettura, a cura di Paolo Portoghesi e Giovanni Orlandi, Milano, Il Polifilo, 1966. ISBN 9788870501018.
- Alighieri, Dante, Convivio; a cura di Maria Simonelli, Bologna, Patron, 1966.
- Aristotele, Etica eudemia; introduzione, traduzione e note a cura di Pierluigi Donini, Roma-Bari, Laterza, 2005. Testo greco a fronte. ISBN 9788842058762.
- Aristotele, Etica nicomachea; introduzione, traduzione e note a cura di Claudio Mazzarelli, Milano, Rusconi, 1996. Testo greco a fronte. ISBN 9788818700046.
- Cicerone, De invenzione; introduzione, traduzione e note a cura di Maria Greco, Lecce, Congedo Editore, 1998. Testo latino a fronte. ISBN 9788880861843.
- Cicerone, Due scandali politici: Pro Murena. Pro Sestio; introduzione di Giovanni Ferrara, traduzione di Camillo Giussani, premessa e note di Salvatore Rizzo, Milano, Biblioteca universale Rizzoli, 1998. ISBN 9788817166645.
- Demetrio, Lo stile; introduzione, traduzione e note a cura di Giovanni Lombardo, Palermo, Aesthetica Edizioni, 1999. ISBN 88-7726-044-0.
- Dionisio di Alicarnasso, Storia di Roma arcaica (le antichità romane), a cura di Floriana Cantarelli, Milano, Rusconi, 1984. ISBN 9788818169058.
- Erodoto, Storie; introduzione, traduzione e note a cura di Luigi Annibaletto, Milano, Mondadori, 2000. Testo greco a fronte. ISBN 9788804316923.
- Ficino, Marsilio, De virtutibus moralibus, 1457; a cura di P. Oskar Kristeller, Supplementum Ficinianum, Firenze, Olschki, 1937, 2v.
- Maffei, Timoteo, In Magnificentiae Cosmi Medicei Florentini detractores (1454 circa); a cura di Giovanni Lamy, Deliciae Eruditorum, Firenze, 1742, vol. XII: 150-68,
- Palladio, Andrea, I Quattro Libri dell'Architettura, Venezia, 1570; ristampa anastatica, Milano, Hoepli, 1997. ISBN 9788820306137.
- Piranesi, Giovani Battista, Della Magnificenza ed Architettura de' Romani, Roma, 1761; ristampa con introduzione di Antonio Giuliano, Milano, Il Polifilo, 1993. ISBN 9788870504125.
- Platone, La repubblica; introduzione di Francesco Adorno; traduzione di Francesco Gabrieli, Milano, Biblioteca universale Rizzoli, 1996, 2v. Testo greco a fronte. ISBN 9788817123518.
- Plinio il Vecchio, Storia delle arti antiche. Naturalis historia (Libri XXXIV-XXXVI); introduzione di Maurizio Harari; testo critico, traduzione e commento di Silvio Ferri, Milano, Biblioteca universale Rizzoli, 2000. Testo latino a fronte. ISBN 9788817172998.
- Pontano, Giovanni, De liberalitate De beneficentia De magnificentia De splendore De conviventia, Napoli, 1498; trad. italiana e commento a cura di Francesco Tateo, Giovanni Pontano. I libri delle virtù sociali, Roma, Bulloni, 1999. ISBN 9788883193439.
- Senofonte, Economico; introduzione e traduzione di Fabio Roscalla, con un saggio di Diego Lanza, Milano, Biblioteca universale Rizzoli, 1991. Testo greco a fronte. ISBN 9788817168212.
- Senofonte, Elleniche; a cura di Maristella Ceva, Milano, Mondadori. Testo greco a fronte. ISBN 9788804407621.
- Tommaso d'Aquino, Summa theologiae; traduzione italiana a cura dei Domenicani italiani, Firenze, Salani, 1949-75, 34v.
- Vasari, Giorgio, Le vite de' più eccellenti pittori, scultori, e architetti, 1550 e 1568; Roma, Newton Compton, 2009. ISBN 9788854114258.
- Vitruvio, De architectura; a cura di Pierre Gros, traduzione e commento di Antonio Corso e Elisa Romano, Torino, Einaudi, 1997, 2v. Testo latino a fronte. ISBN 9788806122393.

### Fonti secondarie
- John Cook Wilson, “Μεγαλοπρεπεια and μεγαλοψυχια”, Arist. Classical Review, 4, 1902.
- Andrea Cozzo, Le passioni economiche nella Grecia antica, Palermo, Sellerio, 1991. ISBN 9788838907180.
- R. A. Gauthier, Magnanimité. L'idéal de la grandeur dans la philosophie païenne et dans la théologie chrétienne, Bibliothèque thomiste, XXVIII, Paris, Vrin, 1951. ISBN 9782711640584.
- A. D. Fraser Jenkins, “Cosimo de' Medici's Patronage of Architecture and the Theory of Magnificence”, Journal of the Warburg and Courtauld Institutes, 33, 1970: 162-70.
- Maria Teresa Liaci, a cura, Cristoforo Landino. De vera nobilitate, Firenze, Olschki, 1970. ISBN 9788822217806.
- Sarah F. Maclaren, “Lusso, spreco, magnificenza”, Ágalma. Rivista di studi culturali e di estetica, 2, 2002: 43-62. ISBN 9788883531330.
- Sarah F. Maclaren, “Magnificenza e mondo classico”, Ágalma. Rivista di studi culturali e di estetica, 2003. Numero monografico. ISBN 9788883532412. http://www.agalmaweb.org/sommario.php?rivistaID=5
- Sarah F. Maclaren, La magnificenza e il suo doppio. Il pensiero estetico di Giovanni Battista Piranesi, Milano, Mimesis, 2005. ISBN 9788884832481.
- Emanuele Narducci, Modelli etici e società. Un'idea di Cicerone, Pisa, Giardini, 1989. ISBN 8842709816
- Jerome J. Pollitt, The Ancient View of Greek Art: Criticism, History and Terminology, New Haven & London, Yale University Press, 1974. ISBN 0300015976
- William David Ross, Aristotle, London, Metheun, 1923; rist. 1995, 6 edizione, London, Routledge.
- Dirk M. Schenkeveld, Studies in Demetrius On Style, Amsterdam, Adolf M. Hakkert, 1964.
- Paul Veyne, Il pane e il circo. Sociologia storica e pluralismo politico, Bologna, il Mulino, 1984. ISBN 9788815005816.
- John Wilton-Ely, The Mind and Art of Giovanni Battista Piranesi, London, Thames & Hudson, 1978; trad. italiana, Piranesi, Milano, Electa, 1994. Nuova edizione 2008. ISBN 9788837063351.

| Controllo di autorità | Thesaurus BNCF 71542 |